# Глініс Нанн
Глініс Нанн (англ. Glynis Nunn, нар. 4 грудня 1960) — австралійська легкоатлетка, що спеціалізується на багатоборстві, олімпійська чемпіонка 1984 року. 

## Кар'єра
| Рік                   | Змагання              | Місто                 | Місце                 | Примітки              |                       |
| Представник Австралія | Представник Австралія | Представник Австралія | Представник Австралія | Представник Австралія | Представник Австралія |
| --------------------- | --------------------- | --------------------- | --------------------- | --------------------- | --------------------- |
| 1983                  | Чемпіонат світу       | Гельсінкі, Фінляндія  | 7                     | 6195                  |                       |
| 1984                  | Олімпійські ігри      | Лос-Анджелес, США     | 1                     | 6387                  |                       |